# Así amaban los héroes
Así amaban los héroes fue una telenovela argentina que se transmitió por Canal 13.
Protagonizada por Gabriela Gili y Sebastián Vilar. Contó con las actuaciones de Luisina Brando y Ana Marzoa.

## Guion
La telenovela fue escrita por Alma Bressan, conocida por crear historias como Los que no esperan (1966), Una luz en la ciudad (1971), Esta mujer es mía (1971), Tiempo de vivir (1976), Mi hermano Javier (1977), Señorita Andrea (1980), Dos vidas y un destino (1984) y entre otras.

## Elenco
- Gabriela Gili - María del Valle Godoy
- Sebastián Vilar - Martín Olavarría
- Ana Marzoa - María Luján "La Lujanera" Ponce
- Luisina Brando - Amelia
- Catalina Speroni - Teresa
- Héctor Gióvine - Julián
- Eloísa Cañizares - Antonia
- Cristina Murta - Isabel
- Osvaldo Cattone - Diego
- Pedro Aleandro - Fernando
- Deborah Kors - Agustina
- Gustavo Fabiani - Teniente Andrés
- María Esther Leguizamón - Patricia "La Pancha"
- Roberto Vilas - Mariano
- Denni de Biaggi - Lucas
- Nora Massi - Eugenia
- Tina Helba - Francisca
- Emilio Vigo - Padre Nicolás
- Juan Carlos Alarcón - Pedro

## Equipo técnico
- Historia original: Alma Bressan
- Vestuario: Guillermo Blanco
- Escenografía: Seijas
- Iluminación: Francisco Palau
- Producción: Jacinto Pérez Heredia
- Dirección: Roberto Denis